# Viola pomposa
La viola pomposa, también conocida como violino pomposo, es un instrumento de cuerda frotada de cinco cuerdas que estuvo en uso desde aproximadamente 1725 hasta aproximadamente 1770.

## Descripción
No hay dimensiones exactas aplicables a todos los cordófonos que se incluyen bajo esta denominación, aunque en general la pomposa es ligeramente más ancha que una viola estándar, de ahí el calificativo "pomposa". Cuenta con cuatro cuerdas afinadas por quintas en las notas do–sol–re'–la'–mi" . Dicho modo de afinar es el mismo que el de una viola convencional, utilizando cuerdas de viola, con la incorporación de una cuerda adicional en el agudo, que suele ser de violín. Galpin sugirió la afinación alternativa re–sol–re′–sol′–do″.
Este instrumento dispone de un registro mayor que la viola de orquesta, la compensación se presenta en un sonido que es ligeramente más resonante que un violín. La viola pomposa se toca sobre el brazo. Tiene una tesitura de do3 a la6 (o incluso más) con notas digitadas y utilizando armónicos se puede extender a do8 en función de la calidad de las cuerdas.
No se debe confundir con el violonchelo o viola da spalla ni con el violonchelo piccolo.

## Historia
La invención del instrumento se atribuyó erróneamente a Johann Sebastian Bach por varios escritores de finales del siglo XVIII, aparentemente porque confundieron la viola pomposa con el violoncello piccolo que J. C. Hoffmann de Leipzig fabricó para dicho compositor y para el cual Bach compuso ocasionalmente. Entre los compositores de finales del Barroco y principios del Clasicismo que escribieron música para este instrumento se encuentran:
- Johann Sebastian Bach con la Suite para violonchelo n.º 6 en re mayor, BWV 1012 designada "A cinq cordes".
- Georg Philipp Telemann con dos dúos para flauta y viola pomposa o violín publicado en su periódico Der Getreue Musikmeister (El confiable maestro de música).
- Johann Gottlieb Graun con un concierto doble con flauta.
- Johann Gottlieb Janitsch con dos sonatas de cámara.
- Cristiano Giuseppe Lidarti con dos sonatas al menos, una de ellas sonata a solo con basso continuo.

Hacia 1800 el instrumento fue utilizado por los directores de las grandes orquestas, aunque no se publicaron partituras escritas en ese siglo, además de las ediciones de anticuario o modernizadas (una de las sonatas de Lidarti, fuertemente editada y con una cadenza añadida, se volvió a publicar en torno a 1904).
A finales del siglo XX, varios compositores contemporáneos redescubrieron su potencial de forma independiente debido al desarrollo de las nuevas cuerdas sintéticas, más estables y más baratas que las de tripa. La música reciente para el instrumento incluye obras de Justin E. A. Busch, Harry Crowl, Rudolf Haken y Zoltan Paulinyi. Paulinyi, un compositor e investigador de la viola pomposa, ha recopilado información sobre el instrumento, su repertorio, intérpretes y luthiers. El luthier y archetier brasileño Carlos Martins del Picchia construye la viola pomposa según "La Parmigiana 1765" de Giovanni Battista Guadagnini. Aunque la de Guadagnini se modificó para una disposición de cuatro cuerdas, la reconstrucción de Del Picchia tiene autoridad ya que se encarga de otros instrumentos de Guadagnini, incluyendo la viola.